# 富岩鉄道ロコ1形電気機関車
富岩鉄道ロコ1形電気機関車（ふがんてつどうロコ1がたでんききかんしゃ）は、かつて存在した日本の直流用電気機関車である。
富岩鉄道が1937年（昭和12年）に導入したもので、富山地方鉄道への合併を経て、1943年（昭和18年）に同社富岩線の戦時買収により鉄道省（後の日本国有鉄道）籍を得たものである。

## 構造
動軸4軸（二軸ボギー台車×2）を持つ、凸型機である。車体は、いわゆる「南海形」と呼ばれるもので、前面に4個、側面に窓3枚と助士席側に乗務員扉を持つ比較的大型の運転室を持つ。電源は、直流600V。集電装置は、菱形のパンタグラフが中央部に載っている。国鉄での廃車時点では、標準品のPS13を装備していた。
台車は、車体に比べて小形の短軸距 (1,370mm) の電車用ブリル27GE-1で、主電動機は形式不明の59.68kWのものを4個装備し、直接制御式であった。歯車比は17:75である。

## 経歴
書類上の製造は南海鉄道工場であるが、現車の銘板は「昭和12年木南車輌製造製」で、南海鉄道が電気機関車の車体更新を行なった際に不要となった旧車体を流用して鋼体化し、主電動機も台車も中古品の寄せ集めといわれている。1943年の国有化後も、そのまま富山港線で使用されたが、国鉄形式を与えられることなく1949年（昭和24年）11月に廃車となり、土佐電気鉄道に譲渡のうえ同社のED1000形 (ED1001) として、安芸線に導入された。
安芸線では、1950年（昭和25年）6月15日付けで使用開始され、1956年（昭和25年）5月、制御器を間接式に交換、1960年（昭和35年）3月、粘着力を増すため運転室内に死重として鉄製ブロックを積んで自重を30tとした。1972年（昭和47年）10月まで使用された。